# مجموعة جيه أس دبليو
مجموعة جيه أس دبليو هي مجموعة هندية متعددة الجنسيات مقرها في مومباي ، الهند . يقودها ساجان جندال وهي جزء من إو. بي. جندال .  تشمل الأعمال المتنوعة للمجموعة الصلب والطاقة والبنية التحتية والأسمنت والدهانات في جميع أنحاء الهند والولايات المتحدة وأمريكا الجنوبية وأفريقيا.  في قائمة أفضل عشر علامات تجارية هندية نموًا ، احتلت مجموعة جيه أس دبليو المرتبة الأولى من قبل شركة أنتربراند. 

## روابط خارجية
- Official site